# 草野正宗
草野（本名：草野正宗，1967年12月21日—），是日本樂團SPITZ的主唱兼吉他手，更是整個樂團中的靈魂人物。幾乎大部分的曲子以及歌詞都是出於他的手筆。福岡縣福岡市早良區出身，家中有一弟一妹。血型是O型。是SPITZ團員中目前唯一獨身的。

## 概觀
- 1967年生於福岡縣福岡市早良區。
- 1974年福岡市立立原北小學校入學。
- 1980年福岡市立立原北中學校入學。
- 中學一年級時以彈了母親的吉他為契機，自此染上了音樂。之後，在市內的樂器店中學習吉他的基礎，以後就全靠自學。
- 1983年福岡縣立城南高等學校入學
- 高一時組成「Radish」
- 累積了足夠的吉他經驗之後進而轉向歌唱方面研究
- 進入東京造形大學造形學部美術學科繪畫専攻領域（油繪），在此認識了同班的田村明浩。
- 學習了一年之後、為了轉進武蔵野美術大學而退學。在東京造形大學時為音樂愛好團體「重音」所屬
- 1987年武藏野美術大學造形學部基礎設計學科入學、畢業。
- 1987年組成「SPITZ」。

## 個人介紹
- 身高167.5cm(有時只寫作167cm)
- 最初入讀東京造形大學，一年後轉讀武藏野美術大學。
- Spitz的靈魂人物，擔任大部分SPITZ樂曲中的作詞・作曲
- 是目前SPITZ成員中唯一未婚者
- 家中的長男，有一弟一妹(SPITZ的成員全都是長男)
- 對韓國戲劇有興趣。受到了這個影響，不管是歌詞還是打招呼時也會使用韓語。
- 喜歡昆蟲、大自然、以及地圖
- 組過的樂團依序是「Radish」→「烏鴉屋」→「チーターズ」→「SPITZ」
- 興趣是散步和看地圖
- 中學時是田径社的。因為出席率高所以便當上了社長。順帶一提最先加入的是網球社，但在中1的暑假前就辭退了。
- 是當地Fukuoka SoftBank HAWKS球隊的球迷。
- 喜歡吃貝類、布丁、蒟蒻果凍、李子...。
- 視力非常不好。使用隱形眼鏡或是眼鏡。
- 不擅長上電視，講話時聲音會屢屢發顫
- 三輪和崎山都稱呼為「マサムネ」、只有田村仍維持學生時代的樣子叫他「草野」。
- 因鼻敏感，每年都被花粉症困擾。
- 喜欢空想。当沉入自己的世界时，不太听到旁人的说话。
- 對自己的歌聲和樣沒信心。
- 討厭上电视，演出前總是很緊張。
- 一眼困就不停说话。

## 音樂方面
- 作詞、作曲時使用的是本名「草野正宗」的名義
- 製作人笹路正徳曾評論說「寫出那樣詞句的人，至今為止還沒有遇到過」
- 以一個歌手的身分也參加了許多的作品。以男性來說key相當的高、但沒受過發聲訓練（本人談）。

### 被翻唱之歌曲
- 愛のしるし（帕妃）
- 流れ星（辺見えみり）
- 野生のチューリップ（遊佐未森）
- 水中メガネ（Chappie） 作詞 松本隆

這首曲子是唯一一首他人作詞的樂曲
- Never on Sunday（野宮真貴）
- 恋のエチュード（帕妃）

## 相關項目
- SPITZ